# Hammerslaget
Pour plus de détails, voir Fiche technique et Distribution.
Hammerslaget est un film danois muet réalisé par Robert Dinesen, sorti en 1914. 

## Fiche technique
- Titre : Hammerslaget
- Titre américain : In the Hour of Temptation
- Réalisation : Robert Dinesen
- Scénario : Otto Rung
- Directeur de la photographie: Sophus Wangøe
- Longueur : 760 mètres
- Sociétés de production : Nordisk Film Kompagni
- Format : Noir et blanc - 1,33:1 - Muet
- Dates de sortie :
  -  Danemark : 26 mars 1914
  -  États-Unis : mai 1914

## Distribution

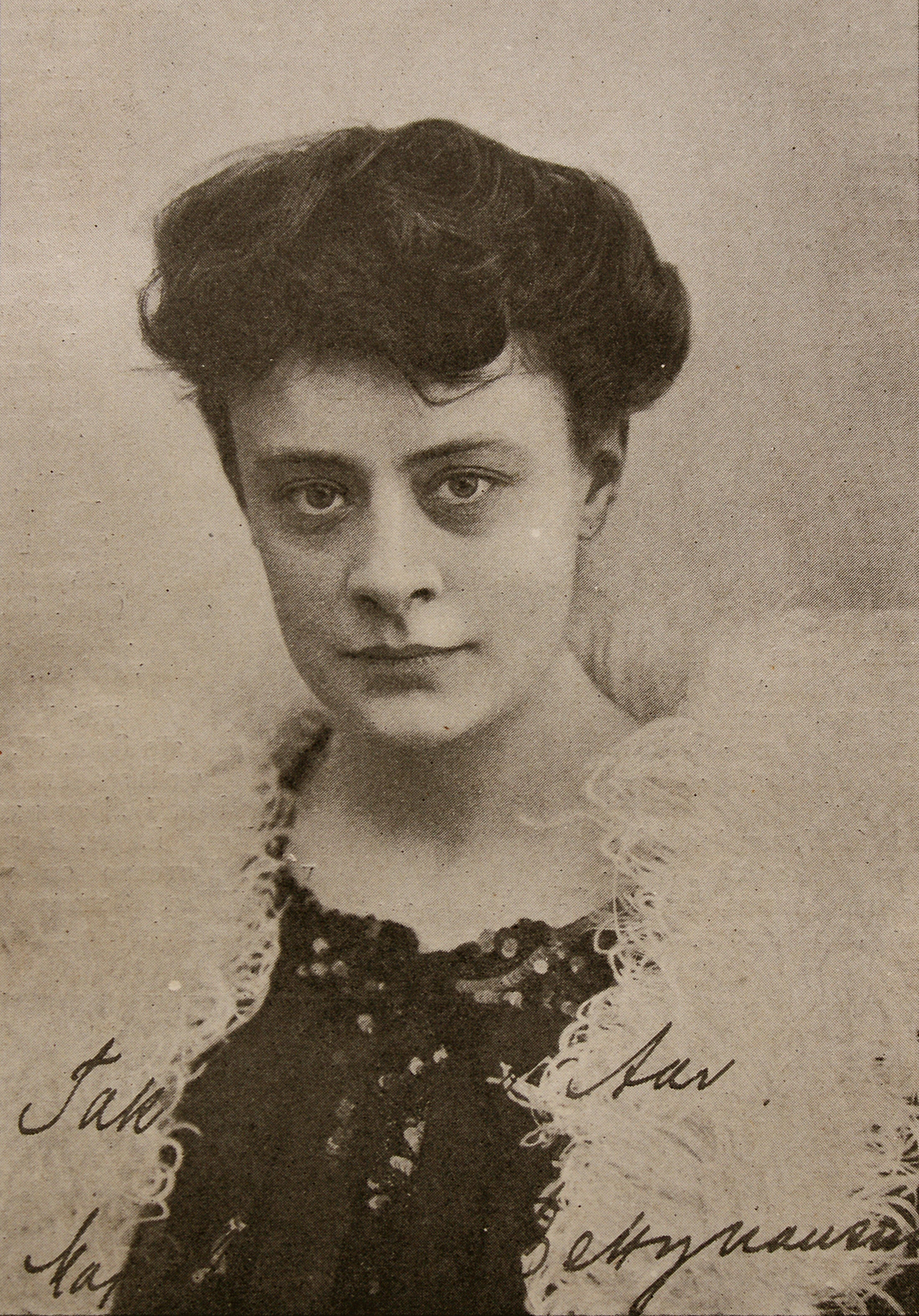
Betty Nansen

- Nicolai Johannsen
- Betty Nansen
- Svend Aggerholm
- Oluf Billesborg
- Christian Lange
- Agnes Andersen
- Paula Ruff
- Ingeborg Jensen